# Jang Jeong-il
Jang Jeong-il es un poeta y novelista coreano.

## Biografía
El poeta, dramaturgo y novelista Jang Jeong-il nació en Dalseong, Daegu, Corea del Sur en 1962. Se embarcó en su carrera literaria en 1984 cuando se publicaron cuatro de sus poemas en el volumen 3 de El mundo del lenguaje.

## Obra
Jang Jeong-il inició su carrera literaria en 1984 y pronto fue etiquetado como un "terrorista masoquista" y un poeta que "muestra pretensiones malvadas en una sociedad de espíritu sumamente puritano".
En 1987 su obra "Teatro interior" (Sillaegeuk) ganó el Concurso Literario Nueva Primavera patrocinado por el periódico Dong-a Ilbo y su poemario Meditaciones sobre una hamburguesa (Haembeogeoae daehan meongsang) ganó el Premio Literario Kim Su-yeong. A pesar de que su educación formal acabó al graduarse de la Escuela Secundaria Seongseo, Jang Jeong-il tiene un conocimiento enciclopédico de la poesía, la música, el teatro y la cultura, lo que hizo que aumentara la fascinación del público por el autor.
Muchas de sus obras se han llevado al cine o al teatro, incluida Un viaje con Edipo. Su obra usa la innovadora técnica de comunicación a través de la autodestrucción. Muestra la parte destructiva de la sociedad bajo su aparencia exterior y estimula a propósito el sentimiento de incomodidad en el lector a la vez que se muestra a sí mismo sin vergüenza. Fue arrestado en 1996 cuando Intenta mentirme (Naegae geojinmareul haeboa, 1996) fue considerada pornográfica.

## Obras en coreano (lista parcial)
Poemarios
- Meditaciones sobre la hamburguesa (Haembeogeoae daehan myeongsang, 1987)
- Tomando un taxi en la calle (Gil anaeseo taeksi japgi)

Recopilaciones de relatos
- Te envío a mí (Neoaegae nareul bonaenda, 1992)
- ¿Crees en el jazz? (Neohiga jaejeureul minneunya?, 1994)
- Intenta mentirme (Naegae geojinmareul haeboa, 1996)

Recopilaciones de obras de teatro
- Un largo viaje (Gin yeohaeng, 1995).

## Premios
- Premio literario Kim Su-yeong